# قلعه هاچیگاتا
قلعه هاچیگاتا (به ژاپنی: 鉢形城, Hachigata-jō) یک قلعه ژاپنی بود که در یوریی، سایتاما، استان سایتاما، ژاپن واقع شده بود. این سایت به عنوان یک سایت تاریخی ملی تعیین شده‌است.